# Deutscher Kritikerpreis
Der Deutsche Kritikerpreis ist ein Kulturpreis, der von 1951 bis 2009 vom Verband der deutschen Kritiker e. V. jährlich verliehen wurde.
Die undotierte Auszeichnung wurde in den Fachgruppen Architektur, Bildende Kunst, Fernsehen, Film, Hörfunk, Literatur, Musik, Tanz und Theater vergeben. Mit ihr sollte (lt. Selbstdarstellung) „möglichst das noch Unentdeckte, zu wenig Gewürdigte oder ein Lebenswerk“ hervorgehoben werden. Die Preisvergabe wurde mit Auflösung des Vereins im Jahr 2010 eingestellt.

## Preisträger (Auswahl)

### Architektur
Kuehn Malvezzi (2009), Gion A. Caminada (2008), Günter Behnisch (Ehrenpreis 2008), Andreas Hild (2007), HG Merz (2006), Hufnagel Pütz Rafaelian (2005), 
Uwe Schröder und Ulrich Conrads (besondere Ehrung) (2004) , Carsten Roth (2002), Wandel Hoefer Lorch + Hirsch (2001), Bothe Richter Teherani (1999), Rolf Disch (1998), Zvi Hecker (1995), Stephan Braunfels, Harald Bodenschatz (1994), Herzog & de Meuron (1993), Ludwig Leo (1988), Karljosef Schattner (1987), Manfred Schiedhelm (1986), Hardt-Waltherr Hämer (1985)

### Bildende Kunst
Ulrich Wagner (2009), Karina Raeck (2008), Via Lewandowsky (2005), Thomas Florschuetz (2004), Gisela Weimann (2002), Leiko Ikemura (2001), Mary Bauermeister, (1999), Christiane Meyer und Matthias Müller (1997), Carsten Höller (1996), Jochen Gerz (1995), Katharina Sieverding (1994), Jean-Christophe Ammann (1993), Werner Schmidt (1992), Alf Lechner (1991), Hans Haacke (1990), Lili Fischer (1989), Skulptur Projekt Münster (1987) Büro Berlin (1985), Ulrich Rückriem (1984), Karl Horst Hödicke (1982), Wolfgang Petrick (1980), Barbara Heinisch (1979), Klaus Staeck (1978), Timm Ulrichs (1977), László Lakner (1976), Rebecca Horn (1975), Klaus Vogelgesang (1974), René Block (1973), Gerd Winner (1971), Markus Lüpertz (1970), Bernd Koberling (1969), Michael Schwarze (1968), Gernot Bubenik (1967), Peter Ackermann (1965), Walter Stöhrer (1964), Karl Prantl (1962), Yasuo Mizui (1962), Werner Düttmann (1960), Josef Hegenbarth (1959), Guido Jendritzko (1957), Heinz Trökes (1955), Hans Uhlmann und Theodor Werner (1954), Erich Fritz Reuter (1953), Karl Schmidt-Rottluff (1951)

### Fernsehen
Redaktion Kulturzeit (2009), Maren Eggert und Matthias Brandt (2008), Magazin Zapp (2007), Rhythm Is It! (2005), ARTE-Redaktion (2002), Sonia Seymour Mikich (2001), Spuren der Macht von Herlinde Koelbl (1999), Michael Strauven (1998), Friedhelm Brebeck mit Dirk Sager und Friedrich Schreiber (1997), Christoph Maria Fröhder (1996), HR Feature-Redaktion (1995), Hans-Dieter Grabe (1994), Alfred Biolek (1993), Klaus Bednarz (1992), Dagmar Wittmers (1991) Günter Gaus (1990), Gabriele Krone-Schmalz (1989), Egon Monk (1988), Gordian Troeller (1987), Helmut Dietl (1986), Eberhard Fechner (1984), Dieter Hildebrandt (1983), Bernward Wember (1982), WDR Fernsehen für die deutsche Fassung von Holocaust – Die Geschichte der Familie Weiß (1978), ZDF für Kennzeichen D (1977), Horst Stern (1976), Gustl Bayrhammer (1975)

### Film
Barbara und Winfried Junge (Ehrenpreis 2009), Michael Althen und Hans Helmut Prinzler (2009), Robert Thalheim (2008), Sylvester Groth (2007), Maximilian Brückner (2006), En Garde von Ayşe Polat (2005), Lichter von Hans-Christian Schmid (2004), Berlin is in Germany von Hannes Stöhr (2002), Artur Brauner (Ehrenpreis 2002), Tom Tykwer (1998), Helke Misselwitz (1997), Egon Humer (1996), Andreas Gruber (1995), Corinna Harfouch (1994), Volker Koepp (1993), Andreas Dresen (1992), Sophie Maintigneux (1990), Heiner Carow (1989), Nico Hofmann (1988), Jan Schütte (1987), Basis-Film Verleih (1986), Jeanine Meerapfel (1985), Edgar Reitz (1984), Hans-Jürgen Syberberg (1982 und 1968), Margarethe von Trotta (1981), Freunde der Deutschen Kinemathek (1980), Frank Beyer (1979), Josef Rödl (1978), Wim Wenders (1977), Angela Winkler (1975), Ottokar Runze (1974), Wolf Gremm (1973), Jutta Hoffmann und Margarethe von Trotta (1972), Johannes Schaaf (1971 und 1967), Eberhard Fechner (1970), Curt Linda (1969), Alexandra Kluge (1966), Franz Peter Wirth (1963), Boy Gobert (1961), Frank Wisbar (1959), Ottomar Domnick (1957), Kurt Hoffmann (1956), Charles Regnier (1955), Ilse Steppat (1954), Peter Pewas (1951)

### Hörfunk
Hessischer Rundfunk für Haus der Stimmen, Hörspiel von Silke Scheuermann/Catherine Milliken/Dietmar Wiesner (2009), Deutschlandradio (2008), RBB Kulturradio für Entführung in die Musik (2007)

### Musik
Lothar Zagrosek (2009), Kolja Lessing (2008), Freiburger Barockorchester (2007), musica reanimata (2006), Berliner Symphoniker (2005), Musikakademie Rheinsberg (2004), Heiner Goebbels (2003), Claudio Abbado (2002), Artemis-Quartett (2001), Neue Musikzeitung (1999), Grete von Zieritz (Sonderpreis 1999), Siegfried Matthus (1998), Yakov Kreizberg (1997), Frank Schneider (1996), Winfried Radeke (1995), Concerto Köln (1994), Berthold Goldschmidt (1993), Kurt Sanderling und Günter Wand (1992), Udo Zimmermann (1991), Eberhard Kloke (1990), Ensemble Modern (1989), Sergiu Celibidache (1988 und 1953), Maki Ishii (1987), Herbert Henck (1986), Harry Kupfer (1985), Gerd Albrecht (1984), Musik-Konzepte (1983), Dramaturgie der Oper Frankfurt (1982), Hans-Jürgen von Bose (1981), Junge Deutsche Philharmonie (1980), Brigitte Fassbaender (1979), Wolfgang Sawallisch (1978), Jost Gebers von der Free Music Production (1977), Theodore Bloomfield (1976), Christiane Edinger (1975), Walter Bachauer (1974), José van Dam (1973), Dieter Schnebel (1972), Radio-Symphonie-Orchester Berlin (1971), Aribert Reimann (1970), Leon Spierer (1969), Karlheinz Zöller (1968), Gerald Humel (1967), Walter Hagen-Groll (1966), Boris Blacher (1965), Reinhard Peters (1964), Aurèle Nicolet (1963), Carl August Bünte (1962), Carl Ebert (1961), Josef Greindl (1960), Städtische Oper Berlin (1959), Jascha Horenstein (1958), Hermann Scherchen (1957), Ernst Haefliger (1955), Ferenc Fricsay und Mathieu Lange (1952), Elisabeth Grümmer (1951)

### Tanz
Heinz Spoerli (2009), Xavier Le Roy (2008), Wladimir Malachow (2007), Polina Semionowa (2005), Urs Dietrich (2004), Anne Teresa De Keersmaeker (2003), Gregor Seyffert (2002), Margaret Illmann (2001), Sasha Waltz (1999), Joachim Schlömer (1996), Tom Schilling (1994), Gerhard Bohner (1992 und 1972), Maurice Béjart (1991), Johann Kresnik (1990), Arila Siegert (1989), William Forsythe (1988), Jean Weidt (1986), Susanne Linke (1985), Pina Bausch (1984), Antonio Gades (1983), Reinhild Hoffmann (1982), Birgit Keil (1981), Nele Hertling mit Dirk Scheper (1978), Kurt Jooss (1977), Marcia Haydée (1971), Dore Hoyer (1967 und 1951), Manja Chmièl (1968), Tatjana Gsovsky (1965 und 1953), Konstanze Vernon (1963), Mary Wigman (1961), Judith Dornys (1959), Gert Reinholm (1957)

### Theater
Tobias Wellemeyer vom Theater Magdeburg (2009), Münchner Kammerspiele (2008), Carmen-Maja Antoni (Ehrenpreis 2008), Jürgen Gosch (2006 und 1984), Jossi Wieler (2005), Anne Tismer (2003), Rolf Boysen und Thomas Holtzmann (Ehrenpreise 2003), Adolf Dresen (2002 postum), Dorothee Hartinger (2001), bremer shakespeare company (1999), Peter Sodann (1998), Konstanze Lauterbach (1996), Hermann Beil (1995), Dagmar Manzel (1994), Dimiter Gotscheff (1991), Thomas Langhoff (1990), Udo Samel und Peter Simonischek (1989), Roberto Ciulli (1988), Gisela Stein (1987), Andrea Breth (1985), Luc Bondy (1983), Volker Ludwig (1982), Elisabeth Trissenaar (1981), Ernst Wendt (1980), Otto Sander (1979), Niels-Peter Rudolph (1977), George Tabori (1976), Karl-Ernst Herrmann (1975), Bernhard Minetti (1974), Dieter Dorn (1972), Ensemble Peer Gynt der Schaubühne am Halleschen Ufer (1971), Peter Stein (1970), Lieselotte Rau (1969), Horst Bollmann (1968), Grete Wurm (1967), Erich Schellow (1966), Stefan Wigger (1965), Konrad Swinarski (1964), Grete Mosheim (1963), Walter Franck (1961), Curt Bois (1960), Klaus Kammer (1958), Friedrich Maurer (1957), Oscar Fritz Schuh (1956), Leopold Rudolf (1955), Schloßpark-Theater Berlin (1953), Rudolf Forster und Martin Held (1952), Maria Becker (1951)